# Russ Henshaw
Russell (Russ) Henshaw (Campbelltown, 7 juni 1990) is een Australische freestyleskiër. Hij vertegenwoordigde zijn vaderland op de Olympische Winterspelen 2014 in Sotsji en op de Olympische Winterspelen 2018 in Pyeongchang.

## Carrière
Bij zijn wereldbekerdebuut, in januari 2006 in Les Contamines, behaalde Henshaw direct zijn eerste toptienklassering.
De Australiër won in 2011 zilver op het onderdeel slopestyle tijdens de Winter X Games. Op de wereldkampioenschappen freestyleskiën 2011 in Deer Valley veroverde hij de bronzen medaille op het onderdeel slopestyle. In januari 2013 stond Henshaw in Copper Mountain voor de eerste maal in zijn carrière op het podium van een wereldbekerwedstrijd. In Voss nam de Australiër deel aan de wereldkampioenschappen freestyleskiën 2013, op dit toernooi eindigde hij als vijftiende op het onderdeel slopestyle. Tijdens de Olympische Winterspelen van 2014 in Sotsji eindigde hij als achtste op het onderdeel slopestyle.
Op de wereldkampioenschappen freestyleskiën 2015 in Kreischberg sleepte Henshaw de zilveren medaille in de wacht op het onderdeel slopestyle. In de Spaanse Sierra Nevada nam de Australiër deel aan de wereldkampioenschappen freestyleskiën 2017. Op dit toernooi eindigde hij als achtste op het onderdeel slopestyle. Tijdens de Olympische Winterspelen van 2018 in Pyeongchang eindigde hij als negentiende op het onderdeel slopestyle.

## Resultaten

### Olympische Spelen
| Jaar | Plaats      | Resultaten     |
| ---- | ----------- | -------------- |
| 2014 | Sotsji      | 8e Slopestyle  |
| 2018 | Pyeongchang | 19e Slopestyle |

### Wereldkampioenschappen
| Jaar | Plaats        | Resultaten     |
| ---- | ------------- | -------------- |
| 2011 | Deer Valley   | Slopestyle     |
| 2013 | Voss          | 15e Slopestyle |
| 2015 | Kreischberg   | Slopestyle     |
| 2017 | Sierra Nevada | 8e Slopestyle  |

### Wereldbeker

#### Eindklasseringen
| Seizoen   | Algm | HP  | SS  |
| --------- | ---- | --- | --- |
| 2005/2006 | 97e  | 12e | –   |
| 2011/2012 | 142e | –   | 24e |
| 2012/2013 | 76e  | –   | 9e  |
| 2013/2014 | 40e  | –   | 5e  |
| 2014/2015 | 207e | –   | 41e |
| 2015/2016 | 120e | –   | 25e |
| 2016/2017 | 64e  | –   | 8e  |
| 2017/2018 | 240  | –   | 54e |